# 甲良宗広
甲良 宗広（こうら むねひろ、天正2年（1574年） - 正保3年3月17日（1646年5月2日）は、安土桃山時代から江戸時代前期の大工棟梁・建築家。近江国出身。

## 略歴
天正2年（1574年）近江犬上郡甲良庄法養寺村（現滋賀県犬上郡甲良町法養寺）に生まれ、幼名は小左衛門と称した。父は甲良小左衛門尉氏広、祖父は丹羽長秀配下の名工甲良左衛門尉光広、甲良家は建仁寺流の工匠の家系で光広の代より京で活動していた。なお、築城の名手と言われた藤堂高虎は法養寺村隣の藤堂村出身である。
宗広は慶長元年（1596年）近衛家の門の造営の功により従六位左衛門尉を、同年京都吉田神社造営の功により豊後守を称することを許されたという（『甲良家由緒書』）。同じく慶長元年（1596年）には慶長大地震で荒廃した伏見城修築を行い徳川家康に拝謁、江戸幕府開府の翌年慶長9年（1604年）に江戸に下り御作事掛大工方を務め、寛永9年（1632年）から作事奉行創設に伴い作事方大棟梁となった。唐様（禅宗様）建築を得意とした。
寛永9年（1632年）芝増上寺台徳院霊廟、寛永13年（1636年）には秋元泰朝を総奉行とする日光東照宮「寛永の大造替」に宗広は子息宗次と共に一門を率い、また左甚五郎等を用いて務め、工事完成と共に宗広は四位の位と束帯を許され、子息（2代）宗次・孫（3代）宗賢も五位束帯を許された。寛永16年（1639年）上野寛永寺五重塔造営を手がけた。代表作の日光東照宮は色彩と彫物を豊富に用い、建築史上特筆すべき事蹟と言え、以後の神社建築に大きな影響を与えた。
寛永13年（1636年）日光東照宮造替を機に隠居し、剃髪して道賢と号したが、寛永17年（1640年）子息の宗次が急死し、3代宗賢が未だ若年（寛永5年（1628年））であることから宗広が暫くの間後見を行った。その後宗広高弟を宗賢の補佐に付け、自身は故郷近江に戻り、正保3年（1646年）に死去した。宗広以降11代が明治維新に至るまで幕府作事方大棟梁を勤め、幕府建築の主要な作品を担当した。

## 甲良宗広が関連した建物等
- 慶長元年 - 近衛関白邸門扉彫物・吉田神社造営・伏見城改修
- 慶長12年 - 江戸山王社拝殿造営・江戸城天守造営
- 寛永元年 - 加藤忠広屋敷、蒲生忠郷屋敷、他諸侯邸の御成門等の造営
- 寛永9年 - 芝増上寺台徳院霊廟の彫刻
- 寛永13年 - 日光東照宮御宮造替
- 寛永16年 - 上野寛永寺五重塔造営、甲良神社本殿 （甲良町法養寺） 宗広造営と伝えられる。
- 墓所 - 真正極楽寺（通称真如堂）京都市左京区

## 関連書籍
- 「甲良豊後守宗広」（甲良豊後守宗広編集委員会編 甲良町教育委員会 1993年）
- 「滋賀県犬上郡郷土史読本」「甲良宗廣」の項（犬上郡教育会・滋賀県犬上郡教育会郷土史編纂委員会編  晃文社  1939年）
- 「甲良の歴史」（甲良町 1965年）